# Palaina scalarina
Palaina scalarina é uma espécie de gastrópode da família Diplommatinidae.
É endémica de Micronésia.